# Ратко Младич
Ратко Младич (серб. Ратко Младић, нар. 12 березня 1942 або 1943, Божановичі, Калиновик, нині — Боснія і Герцеговина) — воєнний злочинець, колишній сербський генерал ЮНА, згодом начальник штабу Війська Республіки Сербської (1992—1995).
У 1996 році Младича поряд з іншими керівниками Республіки Сербської було звинувачено Гаазьким Міжнародним трибуналом у скоєнні воєнних злочинів і в геноциді у зв'язку з облогою Сараєва, в результаті якої загинуло близько 10 тис. осіб, а також у зв'язку зі знищенням понад 8 тис. чоловіків і підлітків чоловічої статі в липні 1995 року в Сребрениці.
Його арешт був однією з передумов для вступу Сербії в ЄС. Після п'ятнадцятирічного уникання судового переслідування, 26 травня 2011 року Младича було схоплено силами безпеки Сербії в селі Лазарево поблизу Зренянина (Сербія).

## Біографія

### Ранні роки. Освіта
Ратко Младич народився 12 березня 1942 р. (за іншими даними, 1943) в селі Божановичі (Боснія і Герцеговина), яке в той час входило до складу Незалежної Держави Хорватія. На переконання самого Ратка, його батько Неджа, командир партизанського загону, загинув у бою з хорватськими усташами в 1945 р. Проте, за спогадами його матері Стани, її чоловіка вбило осколком авіабомби після закінчення війни, в 1946 р. Мати сама виховувала доньку Милицу (1940 р.н.) та двох синів — Ратка та Миливоя (1944).
Перед самим народженням Ратка його мати й батько перехворіли на тиф, та й він сам був дуже хворобливою дитиною. Життя йому врятували італійські військовослужбовці.
Після початкової школи, Ратко подався в Сараєво, де деякий час працював кваліфікованим токарем на підприємстві «Тіто». Незабаром він передумує й остаточно визначається з подальшим життєвим шляхом — переїжджає в Белград, де закінчує Військово-промислове училище в Земуні. Пізніше Ратко Младич з відзнакою завершує навчання у Військовому училищі сухопутних військ (1965) і Командно-штабній Академії (1978).

### Військова кар'єра та Гаазький трибунал
Свою військову кар'єру він почав 4 листопада 1965 року в Скоп'є у званні підпоручика на посаді командира стрілецького взводу. В подальшому обіймав посади командира роти, батальйону, бригади. З 1989 по 1991 рік — начальник навчальної підготовки Третього військового округу.
У 1991 рік — помічник командувача Приштинського корпусу в САК Косово. Невдовзі після призначення, на тлі різко погіршеної обстановки в Хорватії та розпочатих бойових дій між хорватськими силами та частинами федеральної югославської армії, його було переведено в Книн (Хорватія) командувачем 9 корпусу Югославської народної армії.
4 жовтня 1991 р. Ратку Младичу присвоєно позачергове звання генерал-майора, а 24 квітня 1992 року — позачергове звання генерал-лейтенанта (генерал-підполковника). 2 травня 1992 року, через місяць після проголошення незалежності Боснійської Республіки, Младич за наказом з Белграду встановлює транспортну блокаду столиці Боснії — міста Сараєво, одночасно відключивши водо- та електропостачання. Так почалася чотирирічна облога Сараєва.
9 травня 1992 р. Младича було призначено начальником штабу та заступником командувача Другого військового округу ЮНА в Сараєві, а вже 10 травня він став командувачем округу.
12 травня 1992 р. парламент боснійських сербів постановив створити Військо Республіки Сербської на території Боснії. Генерал Младич призначається начальником Головного штабу Війська Республіки Сербської, обіймаючи цю посаду аж до грудня 1996 року. У травні 1992 року, після виведення сил ЮНА з Боснії, колишній Другий військовий округ ЮНА стає ядром Війська Республіки Сербської.
8 травня 1993 р. генерал Ратко Младич погодився на розміщення в анклаві Жепа контингенту спостерігачів ООН, вважаючи, що мусульманський гарнізон буде роззброєно, а Жепський анклав — демілітаризовано. Насправді ж цього не сталося: Жепа, як й інші зони безпеки, залишилася плацдармом, який використовувався мусульманами для опору численним великосербським військовим формуванням, що, як показують події Боснійської війни, здобували мусульманські поселення задля проведення в них етнічних чисток.

### Операція «Ступчаніца '95». Захоплення Жепи
Сербські сили, що постійно стерегли кордони анклаву, налічували 750 військовослужбовців. Щойно було взято Сребреницю, велику частину угруповання ВРС було звідти спрямовано на Жепу. До початку операції «Ступчаніца' 95», сербські сили налічували 2 000 осіб. Ратко Младич, як і в Сребрениці, здійснював прямий нагляд за проведенням операції й особисто віддав наказ, зміст якого допускав, відповідно до таємної директиви Р. Караджича, знищення як цивільного населення Жепи, так і 79 українських миротворців, так само, як й у випадку зі Сребреницею допускалося знищення 650 військовослужбовців нідерландського миротворчого батальйону.
Станом на 11 липня 1995 року, в мусульманському анклаві Жепа базувалася 285-а Жепська бригада 28-ї дивізії Армії Республіки Боснії та Герцеґовини (АРБіГ), під командуванням полковника Авдо Палича — здібного та харизматичного командира, якого дуже любили бійці. Його бригада налічувала 1 500 вояків, озброєних стрілецькою зброєю, кількома мінометами та великою кількістю боєприпасів.
13 липня штаб корпусу «Дрина» поставив мусульманам ультиматум: до 14:00 наступного дня — капітулювати. Позаяк відповіді не надійшло, рівно о 14:00 14 липня серби почали наступ на анклав з південного напрямку.
Серби зіткнулися з запеклим опором бійців 285-ї бригади. Незважаючи на обстріл з танків й артилерії, до вечора мусульмани, як і раніше утримували свої позиції. Серби призупинили атаки пізно увечері.
15 липня командуванню Дринського корпусу довелося вивести з операції більшу частину 1-ї Зворницької бригади та направити її проти 28-ї дивізії, яка намагалася прорватися зі Сребрениці в Тузлу, проте решта сербських підрозділів продовжувала спроби прорвати оборону мусульман.
16 липня серби перенесли напрям головного удару на захід з продовженням другорядних атак з півночі. За підтримки артилерії й одного танка, підрозділи ВРС форсували гірську річку Рієка та просунулися на пів кілометра в бік Жепи. Тепер їхні головні частини знаходилися за 1,5 км від містечка. Керівництво анклаву оголосило мобілізацію всіх чоловіків, здатних носити зброю. Також боснійці продовжили захоплення спостережних пунктів ООН, які, як і в Сребрениці, були вишикувані на ключових позиціях фронту. За даними міністра оборони України, за останні дні військовослужбовці українських миротворчих сил були змушені залишити 5 бронетранспортерів, при цьому 2 з них були приведені в непридатність, 4 великокаліберні кулемети, 2 снайперські гвинтівки, 3 ручні кулемети, 9 автоматів і близько 15 тисяч набоїв.
17-18 липня серби продовжували артобстріл і намагання прорвати оборону 285-ї бригади. Робилося це дуже обережно, щоб уникнути великих втрат серед особового складу. Угруповання ВРС було посилено батальйоном 1-ї Братунацької легкопіхотної бригади.
Несподівана прилюдна заява Алії Ізетбеговича, що уряд Боснії готовий обговорити з сербами умови евакуації мусульман Жепи, внесло замішання в ряди захисників анклаву. У наступні два дні переговори дійсно було проведено. Серби пропонували, як й у випадку зі Сребреницею, евакуювати автобусами всіх цивільних. Чоловіки від 18 до 55 років бралися в полон. Цивільні представники Жепи підписали угоду, проте командування 285‑ї бригади його відкинуло.
Вранці 20 липня генерал Младич зажадав від мусульман капітулювати до 19:00. Коли й цей ультиматум не було прийнято, серби відновили артобстріл і наступ на анклав.
24 липня серби захопили села Рибоч і Вратар на південь від Жепи. Наступного дня командування 285-ї бригади ухвалило рішення скласти зброю. Увечері 25 липня 150 поранених мусульманських вояків, під конвоєм ООН було пропущено сербами в Сараєво. Наступного дня, тисячі цивільних і біженців-мусульман, як раніше й у Сребрениці, були на 60 автобусах під охороною ООН доставлені в Кладань. Однак щодо статусу бійців 285-ї бригади якийсь час зберігалася неясність. Мусульмани наполягали на здачі зброї миротворцям ООН і доправлення їх під конвоєм «блакитних шоломів» на територію, контрольовану АРБіГ. Серби вимагали беззастережної капітуляції та подальшого розміну на військовополонених сербів. Переговори зайшли в глухий кут.
27 або 29 липня відбулася подія, на яку досі не пролито світла — перед відновленням перемовин, полковник Авдо Палич пропав безвісти. Як з'ясувалося згодом, його було вбито. Після цього заступники полковника підписали капітуляцію на умовах сербів. 1500 військовослужбовців 285-ї бригади АРБіГ було доставлено на територію Сербії і через деякий час обміняно на сербських військовополонених.
24 червня 1994 р. Младич стає генерал-полковником. У його підпорядкуванні перебуває до 80 тис. військовослужбовців.
Армія боснійських сербів (той самий Дринський корпус) під командуванням генерала Младича напала на Сребреницю 6 липня 1995 року й повністю зайняла місто через п'ять днів — 11 липня. До 19 липня, за даними МТКЮ, вона винищила близько восьми тисяч мусульман чоловічої статі. Серед них були як жителі Сребрениці, так і мешканці сусідніх мусульманських територій, які сподівалися знайти в Сребрениці прихисток. Близько 30 тисяч жінок і дітей було депортовано з міста.
4 серпня 1995 р., в день початку масованого наступу хорватської армії на утримувані сербами території в Хорватії, Радован Караджич оголосив про те, що бере на себе керівництво армією боснійських сербів і про усунення Младича з посади головнокомандувача. Караджич звинуватив Младича в утраті двох найважливіших для сербів міст західної Боснії, які були незадовго до того взяті хорватами, що незабаром привело до стрімкого розвалу РСК. Проте популярність Младича, який відмовився виконувати цей наказ, в середовищі сербських військових, змусила Караджича вже через тиждень переглянути своє рішення.
Міжнародний Трибунал для колишньої Югославії 25 липня 1995 висунув перші звинувачення проти Младича за 16 пунктами, з них одне за статтею «геноцид» і три — за «злочини проти людяності». Ці найтяжчі статті стосувалися, зокрема, й блокади Сараєва, в результаті якої загинуло до 10 тисяч цивільних осіб міста. Сербські снайпери під командуванням Младича вистрілювали цивільних крізь вікна їхніх осель й обстрілювали все, що рухається, у мусульмансько-хорватській частині Сараєва, що призвело до численних людських жертв невійськового характеру.
Ще одне звинувачення за 20 пунктами відносилося до різанини в мусульманському анклаві Сребрениця і було висунуто 16 листопада 1995 року.
Під натиском міжнародної громадськості, а також Гаазького трибуналу, 8 листопада 1996 року указом президента Республіки Сербської Биляни Плавшич генерала Ратка Младича було знято з посад командувача Головного штабу ВРС і начальника Генерального штабу. Незабаром його було звільнено.
Офіційно його військова кар'єра у ВРС завершилася в середині 1997 року, тоді як усі військовики до свого звільнення залишалися офіцерами Югославії до 28 лютого 2002 р. Інакше кажучи, Белград не затвердив цей указ Биляни Плавшич, тобто Младич згідно з його особовою справою військового перебував у списку, служив у військах Югославії на невідомій посаді і указом президента Сербії і Чорногорії Воїслава Коштуніци не був звільнений.
Під натиском провідних демократичних країн світу та на вимогу Гаазького трибуналу його звільнили перед листопадом 2005 року, позбавивши його законного конституційного права. Все його нерухоме майно заморожено відповідно до Закону про заморожування майна гаазьких втікачів, ухваленого парламентом Сербії та Чорногорії 7 квітня 2006 року.
Сам Младич до 2002 року не переховувався, його часто могли бачити на стадіонах під час футбольних матчів. Про Гаазький трибунал він говорив, буцімто це судилище, яке створено для того, щоб звалити всю провину за кровопролиття на Балканах на сербів. Младич сказав навіть, що в Гаагу він з'явиться відразу після того, як туди «приїдуть добровільно ті генерали, які воювали у В'єтнамі, бомбили Югославію».

## Приватне життя
Дружина Боса, до шлюбу Єдич, родом з Герцеґовини. Вони познайомились, коли Младич служив у Македонії, де вони й вінчалися влітку 1966 року.
Син Дарко одружений з Биляною, яка 2 березня 2006 року народила в клініці «Народний фронт», що в Белграді, хлопчика Стефана, імовірно на честь Святого Стефана, захисника Республіки Сербської.
Батьки його живуть в белградському селищі Баново Брдо.
24 березня 1994 р. за нез'ясованих обставин загинула 23-річна дочка Младича Анна, студентка медичного інституту. За іншими даними, скоїла самогубство, можливо, з причин посиленої критики батька в сербських ЗМІ.

## Розшук і хибні звістки про піймання
У 1996 році НАТО зажадав передачі Младича та Радована Караджича в руки гаазького трибуналу. У той самий час Младич зник із Боснії. Незабаром він з'явився на вулицях Белграда, де в наступні роки він пересувався вільно та відкрито під захистом Слободана Милошевича. Після повалення Милошевича в 2000 році Младич раптово щез. За минулі десять років було кілька безуспішних спроб його заарештувати. Його бачили в Румунії, у боснійсько-сербському селищі Хан-Пієсак, у Белграді, на сербському курорті Баня-Вруйці, в околицях сербського міста Валево, у Панчеві, в горах Златибор, Цер, Повлен тощо. Імовірними притулками для нього могли бути різні казарми та військові об'єкти, так само як і монастирі в Овчарсько-кабларській ущелині. Попри те, що багато місць, які могли слугувати потенційними притулками, були відомі, офіційно слід генерала Младича загублено з кінця 2005 р., після чого не існувало оперативних відомостей про місця його переховування.
21 лютого 2006 р. окремі міжнародні та сербські ЗМІ заявили, що Ратка Младича заарештовано. Однак канцелярія Уряду Сербії спільно з пресою заявила, що це хибна інформація. «Це маніпуляція, яка завдає шкоди й не сприяє зусиллям Уряду Сербії, однак, попри це, співробітництво з Гаазьким трибуналом буде доведено до кінця», — заявив голова урядової канцелярії зі зв'язків із пресою. Він уточнив, що в той день не було ніяких спецоперацій, пов'язаних із затриманням Младича.
У жовтні 2010 р. уряд Сербії підвищив розмір винагороди за інформацію, що посприяє затриманню Младича, з 1 мільйона євро до 10 мільйонів євро.
9 грудня 2010 року, британська газета The Guardian опублікувала статтю, в якій, на підставі документів, оприлюднених WikiLeaks, припускала, що відомостями про місцеперебування Ратка Младича володіла російська ФСБ.

## Арешт і суд
26 травня 2011 р. Президент Сербії Борис Тадич заявив, що Ратка Младича схоплено в селі Лазарево (Автономний край Воєводина), де він проживав роками в близької людини під прибраним ім'ям Милорад Комадич. Як повідомляє The Guardian, його впіймано на підставі анонімного доносу.
31 травня 2011 р. генерала Ратка Младича було передано Гаазькому трибуналу: в супроводі охорони його було доставлено літаком з Белграда до нідерландського Роттердаму, звідки вертольотом доправлено до Гааги, де його очікувала одиночна камера в тюремному комплексі в Схевенінгені.
На суді, який розпочався 16 травня 2012 р., представник звинувачення Дермот Грум заявив трибуналу ООН, що Младич наказав своїм солдатам убивати на боснійській території, яку він вважав частиною Сербії, всіх, крім сербів. За словами Грума, звинувачений взяв на себе повноваження з досягнення військовими засобами злочинних цілей етнічних чисток на більшій території Боснії.
Сам Ратко Младич на суді поводився зухвало й відкидав усі звинувачення на свою адресу.
17 травня 2012 р. через помилки в документах, наданих прокурорами стороні захисту, слухання в справі призупинили. 9 липня 2012 р. судовий процес відновився.
22 листопада 2017 року Младича засуджено до довічного ув'язнення. Його визнали винним за 10 з 12 пунктів обвинувачення, серед яких захоплення заручників, зокрема з числа миротворців ООН, вбивства, різанина у Сребрениці 1995 року та злочини проти людяності.
8 червня 2021 року Трибунал ООН в Гаазі відхилив апеляцію Младича, таким чином остаточно підтримавши довічне позбавлення волі.